# ビス(クロロエチル)エーテル
ビス(クロロエチル)エーテル (bis(chloroethyl) ether) は、2つの2-クロロエチル基を含む化合物（エーテル）である。無色透明の液体で、塩素系溶剤様の芳香を持つ。消防法に定める第4類危険物 第2石油類に該当する。
マスタードガス（ビス(2-クロロエチル)スルフィド）の硫黄が酸素に置き換わった物質であり、マスタードガス同様にアルキル化剤である。
下記のように有機合成の中間体として用いられるほか、土壌燻蒸剤としても用いられる。

## 反応
ビス(クロロエチル)エーテルはカテコールと反応してジベンゾ-18-クラウン-6を形成する。

## 毒性
ビス(クロロエチル)エーテルはマスタードガスと似たような機能機構を有する極めて毒性の高い物質であり、皮膚に触れるとびらんを引き起こす。このため、「オキシジェンマスタード」とも呼ばれる。発癌性物質の一つである。